# Prime95
Prime95 — бесплатное приложение, используемое для проверки стабильности при разгоне компьютеров. Данное приложение относится к программному обеспечению операционных систем Windows и MacOS.
Программа является частью вычислительного проекта GIMPS (Great Internet Mersenne Prime Search), предназначенного для поиска новых простых чисел Мерсена.

## Работа Prime95
Уже достаточно долгое время Prime95 является популярной среди компьютерных энтузиастов и оверклокеров как программа для тестирования стабильности системы.
Принцип работы данного приложения основывается на большом количестве математических вычислений, что хорошо подходит для проверки процессора на скорость и стабильность в экстремальном режиме.
Prime95 проводит расчёт и сравнивает полученный результат с эталонным (заранее известным) на диске. Если они не совпадают, программа сообщает об ошибке и прекращает тест для предотвращения поломки компьютера. Однако данная программа не ответит на вопрос, что именно вызвало сбой. Поэтому пользователю придётся самостоятельно искать обнаружившуюся проблему.
Приложение хорошо подходит для проверки на стабильность L1 и L2 кэша, оперативной памяти и материнской платы. Prime95 оптимизирована под большинство ныне существующих процессоров.

## Аналоги
Существует много приложений для проверки стабильности компонентов компьютера. Все они основаны на практически одном и том же принципе работы. Например: Everest, LINPACK, SiSoftware Sandra.